# Saint-Michel-de-Maurienne
Saint-Michel-de-Maurienne är en kommun i departementet Savoie i regionen Auvergne-Rhône-Alpes i sydöstra Frankrike. Kommunen ligger i kantonen Saint-Michel-de-Maurienne som tillhör arrondissementet Saint-Jean-de-Maurienne. År 2022 hade Saint-Michel-de-Maurienne 2 432 invånare.

## Befolkningsutveckling
Antalet invånare i kommunen Saint-Michel-de-Maurienne
| Referens: INSEE |